# Zone de conservation des animaux de Selskjær
La zone de conservation des animaux de Selskjær  est une réserve naturelle norvégienne  qui est située dans la municipalité de Bærum/Fornebu dans le comté d'Akershus.

## Description
La zone de Selskjær est un îlot et un récif avec sa zone maritime  à l'ouest des deux îlots de Torvøya et Bjerkholmen composant la réserve naturelle de Torvøya et Bjerkholmen et de l'îlot d'Alv composant la réserve naturelle d'Alv.
Les îlots étaient autrefois une zone de nidification pour la sterne pierregarin et une importante colonie de mouette rieuse, mais a depuis été dominé par l'eider à duvet et le goéland cendré, en plus de quelques oies. La zone marine peu profonde abrite également une faune variée d'oiseaux marins. 
Il y a une interdiction générale de circulation sur l'îlot pendant la période du 15 avril au 15 juillet.